# Aglaophyton major
Aglaophyton major — викопний вид примітивних спороносних рослин, що існували у ранньому девоні (празький ярус, 410 млн років тому). Aglaophyton за своєю анатомічною будовою займав проміжне місце між мохами та судинними рослинами.
A. major був вперше описаний Кідстоном і Лангом (Kidston and Lang) в 1920 році як новий вид Rhynia major. Скам'янілі відбитки виду знайдені лише у кремнієвих відкладеннях Райнієвого черту біля міста Абердиншир у Шотландії, де він ріс в безпосередній близькості від гарячого джерела багатого кремнієм, разом з низкою супутніх судинних рослин, таких як дрібніший вид Rhynia gwynne-vaughanii, який міг бути представником предків сучасних судинних рослин і Asteroxylon mackei, що був предком сучасних плауновидних.

## Опис
Гілки Aglaophyton мали круглий перетин, були гладкими і позбавлені ворсинок, діаметром шість міліметрів. Спочатку вважалося, що ці гілки росли вертикально і досягали близько півметра заввишки (Kidston & Lang, 1920), але пізніше дійшли висновку, що це рослина, яка повзла по землі, з великою кількістю коротких гілочок, що піднімалися на висоту 15 см (Edwards, 1986). Гілочки розгалужені дихотомічно, під кутом 90° і закінчувалися еліптичними спорангіями з товстими стінками. Ці спорангії містили багато спор що були ідентичні один одному (ізоспори), інтерпретовані як мейоспори (тобто продукт поділу, відомого як мейоз).

## Класифікація

### Філогенія
У 2004 році Crane et al. опублікували кладограму для Polysporangiophyta[відсутнє в джерелі], у якій Aglaophyton є сестринською групою до судинних рослин та вимерлої групи Horneophytopsida. Основою такого твердження є те, що Aglaophyton мав розвиненіші провідні тканини, ніж у Horneophytopsida, але не мав справжньої судинної тканини.